# Cascina Bonora
La cascina Bonora è una cascina sita nel comune italiano di Pieve Fissiraga, a sud-ovest del centro abitato.

## Storia
La cascina fu proprietà della famiglia Orsini di Roma.
Nel 1726 il marchese Giorgio Orsini fece dono all'oratorio di San Giorgio, annesso alla cascina, di un'arca di vetro contenente le spoglie di Santa Bona, proveniente dal monastero di San Pietro in Gessate di Milano. L'oratorio è stato recentemente demolito.
Amministrativamente la cascina Bonora, insieme alla frazione Gervasina, costituiva un comune del contado di Lodi abitato da 190 persone a metà Settecento.
In età napoleonica (1809) Bonora divenne frazione di Fissiraga.
Recuperò l'autonomia con la costituzione del Regno Lombardo-Veneto, 1815, e fu inserita nel distretto di Sant'Angelo della provincia di Lodi e Crema.
Il governo austriaco tornò sui suoi passi il 22 gennaio 1841 e soppresse nuovamente e definitivamente il comune annettendolo ad Orgnaga, poi confluita in Pieve Fissiraga dopo il Risorgimento.